# Diez (efternamn)
Diez är ett tyskt efternamn.

## Personer med efternamnet
- Ernst Diez (1878-1961), österrikisk konsthistoriker
- Friedrich Diez (1794-1876), tysk litteraturhistoriker
- Julius Diez (1870-1957), tysk konstnär
- Katharina Diez
- Robert Diez
- Wilhelm von Diez